# Јевремовац
Јевремовац је насеље у Србији у општини Шабац у Мачванском округу. Према попису из 2022. било је 3390 становника. Стари назив насеља је Муселини.

## Галерија
- Споменик НОБ-а
- Сеоска школа
- Споменици у центру села
- Сеоска школа
- Ботаничка башта

## Демографија
У насељу Јевремовац живи 2571 пунолетни становник, а просечна старост становништва износи 35,9 година (35,6 код мушкараца и 36,1 код жена). У насељу има 967 домаћинстава, а просечан број чланова по домаћинству је 3,42.
Ово насеље је великим делом насељено Србима (према попису из 2002. године), а у последња три пописа, примећен је пораст у броју становника.
|  |

| Демографија | Демографија | Демографија |
| Година      | Становника  | Становника  |
| ----------- | ----------- | ----------- |
| 1948.       | 734         |             |
| 1953.       | 838         |             |
| 1961.       | 1.041       |             |
| 1971.       | 1.234       |             |
| 1981.       | 1.940       |             |
| 1991.       | 2.877       | 2.769       |
| 2002.       | 3.310       | 3.436       |

| Етнички састав према попису из 2002.‍ | Етнички састав према попису из 2002.‍ | Етнички састав према попису из 2002.‍ | Етнички састав према попису из 2002.‍ | Етнички састав према попису из 2002.‍ |
| ------------------------------------ | ------------------------------------ | ------------------------------------ | ------------------------------------ | ------------------------------------ |
|                                      |                                      |                                      |                                      |                                      |
| Срби                                 | Срби                                 |                                      | 3.237                                | 97,79%                               |
| Југословени                          | Југословени                          |                                      | 8                                    | 0,24%                                |
| Хрвати                               | Хрвати                               |                                      | 6                                    | 0,18%                                |
| Црногорци                            | Црногорци                            |                                      | 2                                    | 0,06%                                |
| Немци                                | Немци                                |                                      | 1                                    | 0,03%                                |
| Македонци                            | Македонци                            |                                      | 1                                    | 0,03%                                |
| непознато                            | непознато                            |                                      | 46                                   | 1,38%                                |

| Година пописа     | 1948. | 1953. | 1961. | 1971. | 1981. | 1991. | 2002. |
| ----------------- | ----- | ----- | ----- | ----- | ----- | ----- | ----- |
| Број домаћинстава | 156   | 167   | 245   | 296   | 533   | 852   | 967   |

| Број чланова      | 1   | 2   | 3   | 4   | 5  | 6  | 7  | 8 | 9 | 10 и више | Просек |
| ----------------- | --- | --- | --- | --- | -- | -- | -- | - | - | --------- | ------ |
| Број домаћинстава | 115 | 171 | 178 | 325 | 96 | 56 | 14 | 8 | 0 | 4         | 3,42   |

| Пол    | Укупно | Неожењен/Неудата | Ожењен/Удата | Удовац/Удовица | Разведен/Разведена | Непознато |
| ------ | ------ | ---------------- | ------------ | -------------- | ------------------ | --------- |
| Мушки  | 1.350  | 403              | 864          | 41             | 39                 | 3         |
| Женски | 1.377  | 300              | 884          | 151            | 34                 | 8         |
| УКУПНО | 2.727  | 703              | 1.748        | 192            | 73                 | 11        |

| Пол    | Укупно                    | Пољопривреда, лов и шумарство | Рибарство                            | Вађење руде и камена | Прерађивачка индустрија       |
| ------ | ------------------------- | ----------------------------- | ------------------------------------ | -------------------- | ----------------------------- |
| Мушки  | 733                       | 120                           | 1                                    | 0                    | 185                           |
| Женски | 408                       | 84                            | 0                                    | 0                    | 72                            |
| УКУПНО | 1.141                     | 204                           | 1                                    | 0                    | 257                           |
| Пол    | Производња и снабдевање   | Грађевинарство                | Трговина                             | Хотели и ресторани   | Саобраћај, складиштење и везе |
| Мушки  | 25                        | 95                            | 81                                   | 15                   | 71                            |
| Женски | 0                         | 8                             | 79                                   | 26                   | 25                            |
| УКУПНО | 25                        | 103                           | 160                                  | 41                   | 96                            |
| Пол    | Финансијско посредовање   | Некретнине                    | Државна управа и одбрана             | Образовање           | Здравствени и социјални рад   |
| Мушки  | 2                         | 9                             | 33                                   | 11                   | 21                            |
| Женски | 3                         | 5                             | 7                                    | 28                   | 53                            |
| УКУПНО | 5                         | 14                            | 40                                   | 39                   | 74                            |
| Пол    | Остале услужне активности | Приватна домаћинства          | Екстериторијалне организације и тела | Непознато            | Непознато                     |
| Мушки  | 9                         | 0                             | 0                                    | 55                   | 55                            |
| Женски | 12                        | 0                             | 0                                    | 6                    | 6                             |
| УКУПНО | 21                        | 0                             | 0                                    | 61                   | 61                            |